# Nyomtávolság

Magasság, szélesség és nyomtávolság egy gépkocsinál

A nyomtávolság (vagy nyomtáv, esetleg nyomköz) tengellyel rendelkező szárazföldi járművek egyazon tengelyen lévő kerekeinek egymástól való távolsága. A kifejezés alkalmazását nem befolyásolja, hogy közúti vagy vasúti járműről van-e szó, de a  közlekedési pályájuk kötött jellege miatt a vasúti járműveknél a nyomtávolság adata nagyobb jelentőséggel bír.

## Nyomtávolság típusai

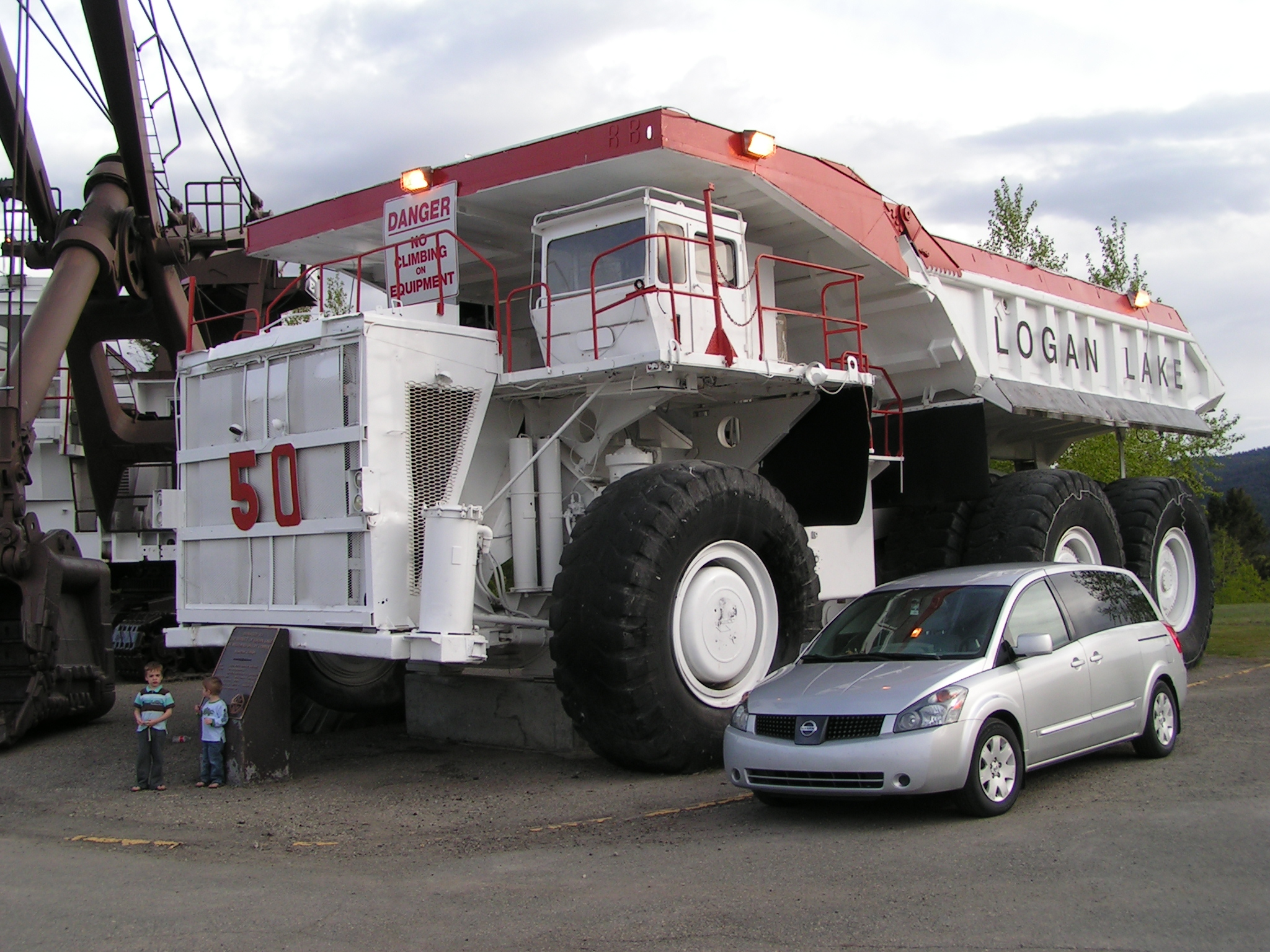
Óriás bányadömper és személyautó: más funkció, más nyomtávolság

A nyomtávolság elsősorban az adott jármű méretén és kialakításán múlik, illetve azon, hogy hol kívánják azt használni. Nyomtávolsága lehet egy hintónak éppúgy, mint egy gépkocsinak vagy egy vasúti járműnek. Közúti járműveknél a közúti infrastruktúrák méretei, adott esetben az űrszelvény határozzák meg, hogy egy járműnek mekkora nyomtávolsága lehet, illetve mekkora célszerű. Közúton kívüli járművek, például óriásméretű bányászati munkagépek sokkal szélesebb nyomtávolságokkal is rendelkezhetnek.
Vasútnál a kötött pálya miatt kardinális kérdés a nyomtávolság, mivel részben arra épül az adott szabványú vasúti járművek méretezése.

## Vasúti nyomtávolság

### Normál nyomtávolság

Nyomtávolság méretének meghatározása Vignoles sínes vágány esetén

A nyomtávolság a vasúti vágány két sínszálának egymástól való távolsága a sínfejek belső oldalai között, a vágánytengelyre merőlegesen mérve, a nyomkarima érintkezési helyén.
A nyomtávolság névleges mérete a sínfejek érintősíkja alatt 14 mm-rel értendő (korábban Magyarországon síntípustól függött ez az érték, de a 18/1998. (VII. 3.) KHVM rendelet hatályon kívül helyezésével és a Vasúti Műszaki Előírások hatályba lépésével ez megszűnt).
A világ vasúthálózatainak több mint 60%-a által alkalmazott normál nyomtávolság névleges mérete 1435 mm.
A George Stephenson által tervezett és épített első közforgalmú vasútvonalon, az angol Stockton–Darlington vonalon a nyomtávolságot 4 láb 8 ½ hüvelykben, azaz 1435 mm-ben állapították meg.

#### Üzemi méretek
A vasúti vágány nyomtávolsága csak névlegesen 1435 mm, a vasúti pálya és a vasúti járművek kölcsönhatása folytán a kapcsolószerek és sínek elkerülhetetlen kopása, az aljak romlása miatt, valamint a használat során átalakuló pályageometria következtében a mértéke attól jelentősen eltérhet.
A MÁV előírása szerint a nyomtáv nem lehet 1430 mm-nél kisebb, illetve a – bizonyos méretű ívsugarak esetén alkalmazott – nyombővítést is figyelembe véve 1465 mm-nél nagyobb. Alárendelt állomási vágányokban a megengedhető legnagyobb nyomtáv 1475 mm lehet.

#### Nyomszűkítés

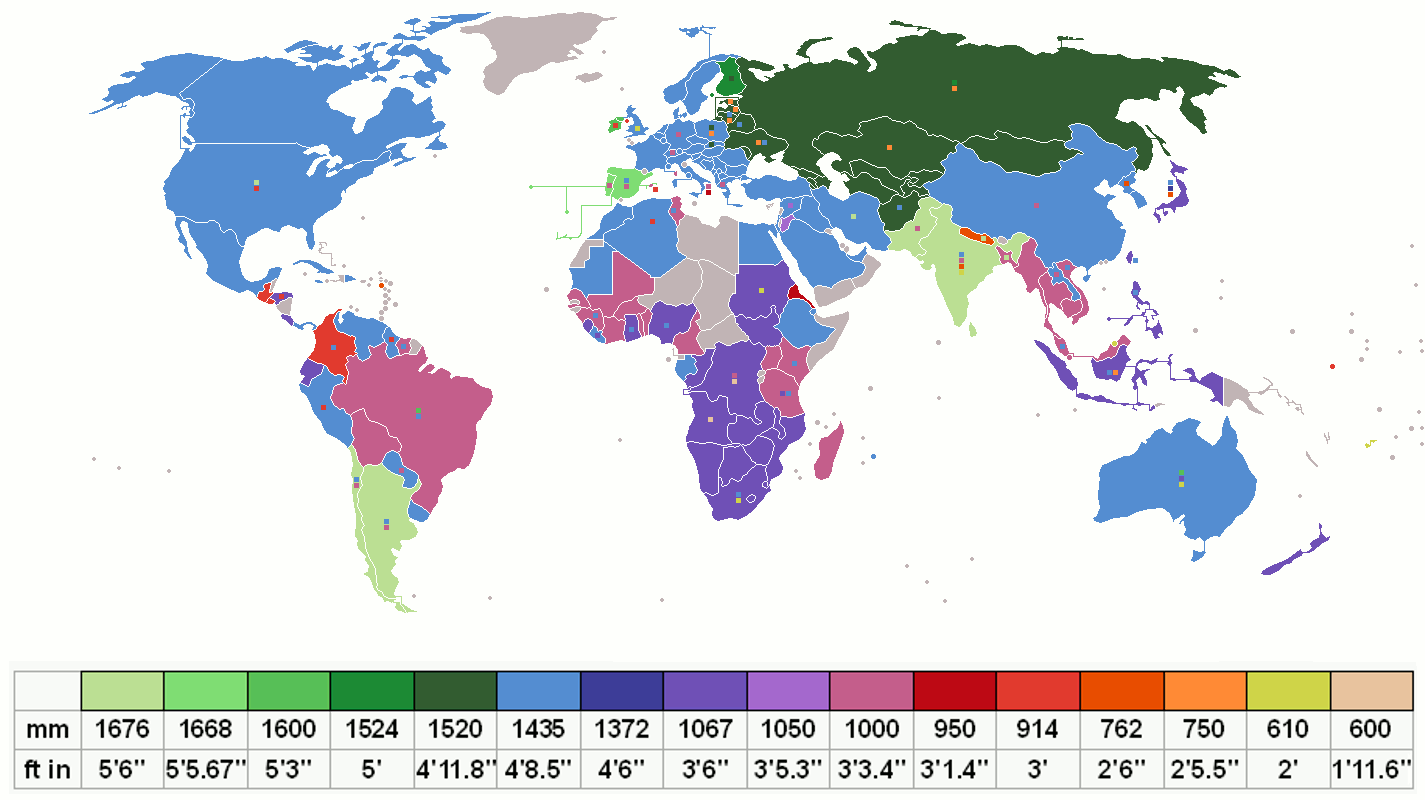
Vasúti nyomtávolságok elterjedtsége

A vasúti járművek úgynevezett kígyózó mozgásából fakadó káros hatások csökkentése érdekében a nagyobb sebességű pályákon szűkítik a nyomtávolságot, legtöbb esetben 1433 mm-re (ritkábban 1432 mm-re).

#### Nyombővítés
Kis sugarú ívekben, a vasúti járművek kerékpárjainak szoros futása ellen növelik a nyomtávolságot, vagyis nyombővítést alkalmaznak. A megnövelt nyomtáv csökkenti az íves pályán haladó járművek mozgása során fellépő ívellenállást, így a kis sugarú ívekben fekvő sínek élettartamát is nagymértékben megnövelheti. Régebben nagyobb sugarú ívekben is alkalmaztak nyombővítést, ugyanis a régi járművek nagyobb része kéttengelyű és merev tengelyelrendezésű volt. A mai vasúti kocsik túlnyomó többsége beálló tengelyű, és egyre nagyobb a forgózsámolyos kocsik száma is, így napjainkban csak 300 m-nél kisebb sugarú ívekben alkalmaznak nyombővítést. A nyombővített vágány nyomtávolsága 1435 mm-től 1460 mm-ig terjedhet az ív sugarától függően.

### Széles nyomtávolság

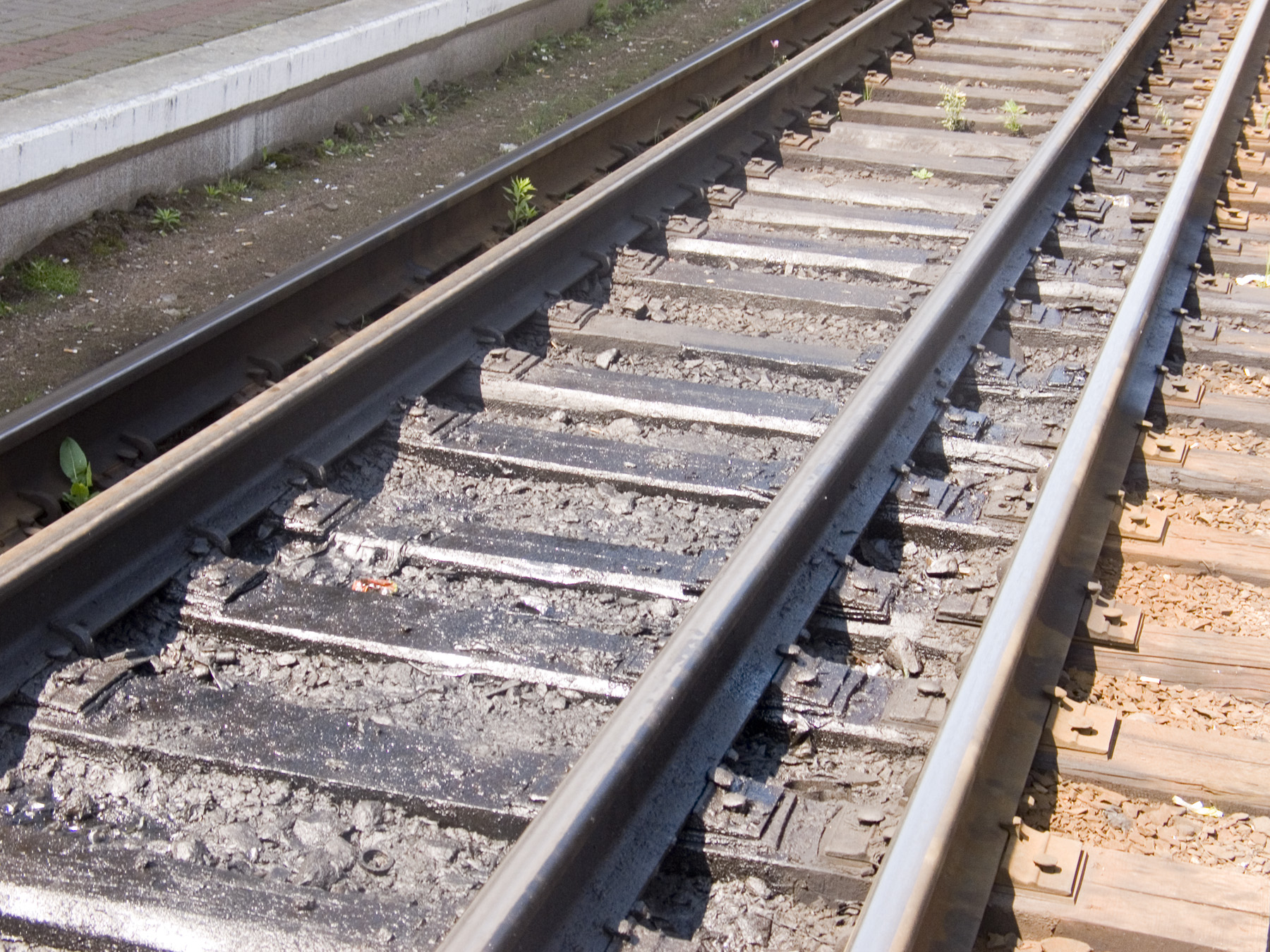
1435 és 1520 mm-es vágányok a magyar határ közelében Csapnál

A normál nyomtávolságnál, azaz 1435 mm-nél nagyobb nyomtávolságot széles nyomtávolságnak nevezik.
A széles nyomtávolságot használó országok (a lista nem teljes, egyes országokban több nyomtávolság kiterjedt alkalmazása is előfordulhat):
| Nyomtávolság [mm] | Ország                                                                   | Megjegyzés                                                          |
| ----------------- | ------------------------------------------------------------------------ | ------------------------------------------------------------------- |
| 1676              | India, Pakisztán, Argentína, Chile                                       | "Indiai nyomtávolság"                                               |
| 1668              | Spanyolország, Portugália                                                | "Ibériai nyomtávolság", Portugáliában régebben 1664 mm volt         |
| 1600              | Írország, Ausztrália, Brazília                                           | "Ír nyomtávolság"                                                   |
| 1520              | Finnország, Afganisztán, Amerikai Egyesült Államok Oroszország, Mongólia | "Orosz nyomtávolság" Az USA-ban, a déli államokban a polgárháborúig |

### Keskeny nyomtávolság
A normál nyomtávolságnál, azaz 1435 mm-nél kisebb nyomtávolságot keskeny nyomtávolságnak nevezik.
A mindennapos, tehát nem turisztikai célú távolsági közlekedésben is inkább keskeny nyomtávolságot használó országok (a lista nem teljes, egyes országokban több nyomtávolság kiterjedt alkalmazása is előfordulhat):
| Nyomtávolság [mm] | Ország | Megjegyzés                                               |
| ----------------- | --- | -------------------------------------------------------- |
| 1067              | Angola, Botswana, Costa Rica, Dél-afrikai Köztársaság, Ecuador, Fülöp-szigetek, Ghána, Honduras, Indonézia, Japán, Kongói Köztársaság, Malawi, Mozambik, Namíbia, Nigéria, Szudán, Új-Zéland, Zambia, Zimbabwe | "Fokföldi nyomtávolság"                                  |
| 1000              | Argentína, Banglades, Benin, Brazília, Bolívia, Burkina Faso, Mianmar, Kambodzsa, Kamerun, Etiópia, Elefántcsontpart, Kenya, Laosz, Madagaszkár, Malajzia, Mali, Szenegál, Tanzánia, Thaiföld, Uganda, Vietnám; számos más országban találkozhatunk vele, mint városi villamosok, fogaskerekű vasutak nyomtávja (pl.: Tátrai villamosvasút) | "Metrikus nyomtávolság"                                  |
| 950               | Eritrea, Szomália | "Olasz metrikus nyomtávolság"                            |
| 914               | Guatemala, Kolumbia, Salvador |                                                          |
| 891               | Svédország | Stockholm környékén van egyedül a világon (Roslagsbanan) |

#### Magyarországi keskeny nyomtávolságok
A Magyarországon használatban lévő és felhagyott keskeny nyomtávolságú vasútvonalainak (nem teljes) listája:

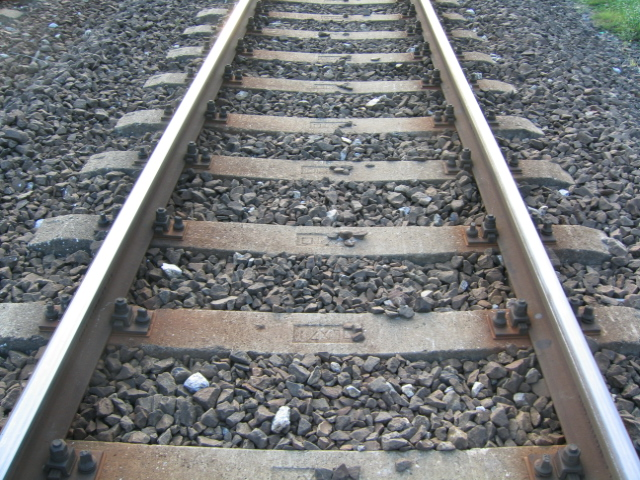
Normál nyomtávolságú vágány

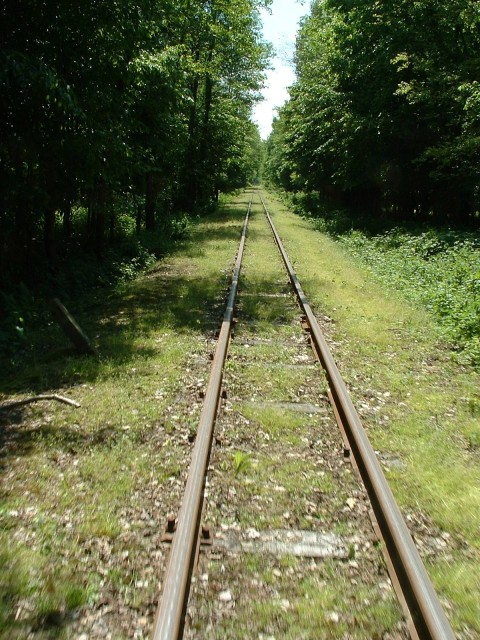
760 mm nyomközű vágány Kaszón

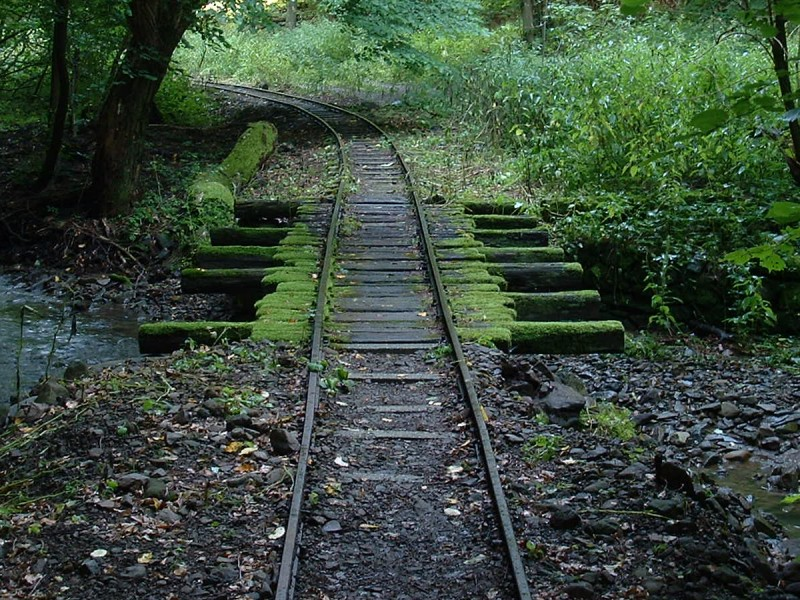
600 mm nyomközű vágány Kemencén (9 kg/m rendszerű sínekkel)

| Nyomtávolság (mm) | Vasútvonal | Megjegyzés |
| ----------------- | --- | --- |
| 1000              | Szombathelyi villamos | megszűnt |
| 1000              | Soproni villamos | megszűnt |
| 1000              | Borsodnádasdi lemezgyár | megszűnt |
| 950               | Debreceni Zsuzsivasút | 1961-ben átépítve 760 mm-re                                                                                    |
| 790               | Zsdenyova (Bereg vármegye) | |
| 780               | Somogy-Kéthely | megszűnt |
| 760               | Az Osztrák–Magyar Monarchia kis forgalmú, iparjellegű, hegyvidéki vasútvonalain elterjedten alkalmazott nyomtávolság (ún. boszniai nyomtáv, Bosnaspur) pl. a Szilvásváradi Erdei Vasút és a Széchenyi-hegyi Gyermekvasút | a legtöbb magyarországi közforgalmú keskeny nyomtávolságú vasútvonal nyomtávolsága                             |
| 750               | Taraczközi vasút | a Szovjetunió szabványa keskeny nyomközű vasutakra (760 mm-ről átépített, már megszűnt vasútvonal Kárpátalján) |
| 700               | Pálházi Állami Erdei Vasút | 1947-ben átépítve 760 mm-re                                                                                    |
| 633               | Ózd, vasgyár | megszűnt |
| 600               | Almamellék | hazai erdei vasutak jellegzetes nyomtávolsága                                                                  |
| 600               | Kemence | |
| 600               | Felsőpetényi Kisvasút | |
| 600               | téglagyárak belső vágányhálózatai, bányavasutak | |
| 580               | Dorogi szénbányászat | megszűnt |
| 500               | Törökszentmiklósi téglagyár | |
| 500               | Pilisszentiváni bányavasutak (részben) | megszűnt |
| 400               | Hollóházi porcelángyár | |
| 385               | Budapesti Vidámpark kisvasútja | elbontva |